# Czuczewicze (gmina)
Czuczewicze – dawna gmina wiejska istniejąca do 1939 roku w woj. poleskim (obecnie na Białorusi). Siedzibą władz gminy były Czuczewicze Wielkie.
Początkowo gmina należała do powiatu mozyrskiego. 7 listopada 1920 r. została przyłączona do nowo utworzonego powiatu łuninieckiego pod Zarządem Terenów Przyfrontowych i Etapowych. 19 lutego 1921 r. wraz z całym powiatem weszła w skład nowo utworzonego województwa poleskiego. 
18 kwietnia 1928 roku do gminy Czuczewicze przyłączono ze zniesionej gminy Łunin wsie: Borowiki, Kormuż, Lipsk i Wełuta oraz folwarki Borowiki i Nowosiółki. 
Wiosną 1936 urząd wójta objął Florian Kapsa.
Po wojnie obszar gminy Czuczewicze wszedł w struktury administracyjne Związku Radzieckiego.